# 香农·弗里兰
香农·弗里兰（英語：Shannon Vreeland，1991年11月15日—），美国女子游泳运动员，主攻自由泳。她曾代表美国参加2012年夏季奥林匹克运动会游泳比赛，获得女子4×200米自由泳接力金牌。